# Stepán Shevchuk
Stepán Serguéyevich Shevchuk –en ruso, Степан Сергеевич Шевчук– (Enguels, 2 de junio de 1977) es un deportista ruso que compitió en piragüismo en la modalidad de aguas tranquilas. Ganó tres medallas en el Campeonato Mundial de Piragüismo entre los años 2007 y 2009, y tres medallas en el Campeonato Europeo de Piragüismo entre los años 2004 y 2009.

## Palmarés internacional
| Campeonato Mundial | Campeonato Mundial     | Campeonato Mundial | Campeonato Mundial |
| Año                | Lugar                  | Medalla            | Competición        |
| ------------------ | ---------------------- | ------------------ | ------------------ |
| 2006               | Szeged (Hungría)       | Medalla de bronce  | K4 200 m           |
| 2007               | Duisburgo (Alemania)   | Medalla de bronce  | K4 200 m           |
| 2009               | Dartmouth (Canadá)     | Medalla de bronce  | K4 200 m           |
| Campeonato Europeo |                        |                    |                    |
| Año                | Lugar                  | Medalla            | Competición        |
| 2004               | Poznań (Polonia)       | Medalla de plata   | K2 200 m           |
| 2004               | Poznań (Polonia)       | Medalla de bronce  | K4 500 m           |
| 2009               | Brandeburgo (Alemania) | Medalla de plata   | K4 200 m           |